# 新バルグ右旗
新バルグ右旗（しんバルグうき、モンゴル語：ᠰᠢᠨ᠎ᠡ
ᠪᠠᠷᠭᠤ
ᠪᠠᠷᠠᠭᠤᠨ
ᠬᠣᠰᠢᠭᠤ　転写：Sin-e barɣu baraɣun qosiɣu）は、中華人民共和国内モンゴル自治区フルンボイル市に位置する旗。地方政府はアルタンオモール・バルガス（阿拉坦額莫勒鎮）にある。
内モンゴル自治区の外縁にある19の旗（市）と23の牧業旗のうち最東北端を占め、北方・西方・南方をロシア連邦・モンゴル国と3国で接する。旗内の国境線の総延長は515km、うち中露国境線は48km、中蒙国境線は467kmの長さに及ぶ。
モンゴル族人口が8割を占めており、牧畜を主な産業とする。

## 行政区画
3バルガス（鎮）、4ソム（蘇木）を管轄
- バルガス（鎮）
  - アルタンオモール・バルガス（阿拉坦額莫勒鎮）
  - アルハシャート・バルガス（阿日哈沙特鎮）
  - フルン・バルガス（呼倫鎮）
- ソム（蘇木）
  - ボイル・ソム（貝爾蘇木）
  - ヘルレン・ソム（克爾倫蘇木）
  - ダライ・ソム（達賚蘇木）
  - ボグドオール・ソム（宝格徳烏拉蘇木）

## 交通

### 出入国検査場
- アルハシャート・ボームト（阿日哈沙特口岸）（モンゴル国）